# Eric Millegan
Eric Millegan (Hackettstown, Nueva Jersey, 25 de agosto de 1974) es un actor estadounidense, conocido principalmente por su papel como Dr. Zack Addy en la serie de Fox Bones.

## Biografía
Eric Millegan nació en agosto de 1974 en Hackettstown, Nueva Jersey pero se crio en Springfield, Oregón. 
Es alumno del Campamento Artístico Interlochen y tiene una licenciatura en Bellas Artes con especialización en Musicales de la Universidad de Míchigan.
En 2003, Out lo nombró "Hottest Up-and-Coming Openly Gay Actor" of the year
Su debut ante las pantallas fue en 2001, cuando participó del cortometraje "Soda Pop". Ha sido actor invitado en varias series televisivas como "Law & Order: Criminal Intent" (2001), "100 Centre Street" (2001) y "Curb Your Enthusiasm" (2004)
En la gran pantalla, Eric fue Ed Simone en la película "On_Line" (2002), oficialmente seleccionada para los festivales de Berlín, el Sundance Festival y el Cinequest Film Festival.
En Broadway, Millegan participó en la reposición de la obra teatral "Jesucristo Superstar"; en la puesta de "Hair" (donde cantó el solo "Aquarius"); y en la premier de “Dead Man Walking” en el Lincoln Center.
Tuvo además papeles principales en los talleres y las lecturas de “Spring Awakening”, dirigida por Michael Mayer; “The Wayside Inn” dirigida por Jason Moore; “Uncle Broadway”, “Mask” de Barry Mann y Cynthia Weil y en el éxito del off Broadway “Altar Boyz”.
Eric también fue escritor de una columna deportiva bajo el seudónimo de “El admirador” de los Trail Blazers de Portland. 
Su variada carrera también incluyó la interpretación de un oso polar bailarín en el espectáculo navideño de Radio City en Myrtle Beach, Florida; fue presentador en “Broadway La Cage” en el Atlantic City y cantó “Dios Bendiga a América” en el Estadio Shea, donde los Mets lograron seis entradas consecutivas. 
En agosto de 2009, Millegan publica un vídeo en YouTube en el que sale de sus experiencias de vida con ciclos rápidos del trastorno bipolar (actualmente borró su cuenta de YouTube por culpa de esa enfermedad), al parecer dejó la serie Bones para poder mejorar en su enfermedad ya que no existe cura para el trastorno bipolar.
http://www.huffingtonpost.com/jamie-frevele/eric-millegan-on-living-a_b_336305.html
(Eric Millegan sobre la vida (y funciones) con trastorno bipolar: Parte 1) 

Hizo el papel de Zack Addy en la exitosa serie de FOX Bones durante sus tres primeras temporadas.

## Filmografía

### Televisión
- 100 Centre Street (2001) - Michael Truskie
- Law & Order: Criminal Intent (2002) - Eddie Dutton
- Curb Your Enthusiasm (2004) - mensajero
- Bones (2005–2009) - Zack Addy
- Supernatural (serie de TV) (2007) - estudiante

### Film
- Soda Pop (2001) - Jamie
- On Line (2002) - Ed Simone
- The Phobic (2006) - Reed Jenkinss